# Saarijärvi-Viitasaari

Lage der Verwaltungsgemeinschaft Saarijärvi-Viitasaari in Finnland

Die Verwaltungsgemeinschaft Saarijärvi-Viitasaari (finnisch Saarijärven–Viitasaaren seutukunta) ist eine von sechs Verwaltungsgemeinschaften (seutukunta) in der finnischen Landschaft Mittelfinnland. Zu ihr gehören neben den namensgebenden Städten Saarijärvi und Viitasaari auch noch die sechs folgenden Städte und Gemeinden:
- Kannonkoski
- Karstula
- Kinnula
- Kivijärvi
- Kyyjärvi
- Pihtipudas